# Сльозогінний газ

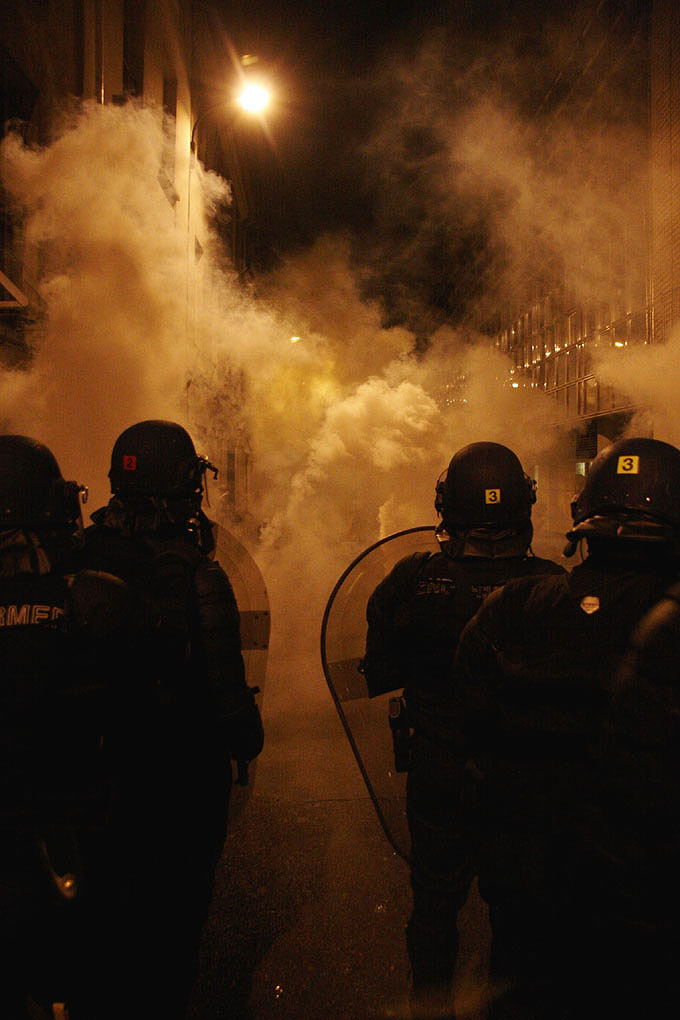
Під час використання сльозогінного газу у Франції (2007 рік).

Сльозогі́нний газ — побутова назва назва поширених лакриматорів (отруйних речовин дратівної дії), і таких, що подразнюють слизові оболонки, дихальні шляхи тощо. Застосовують у формі різних аерозолів.
Застосовується правоохоронними органами та цивільними особами для припинення і ліквідації групових хуліганських проявів, масових заворушень, припинення інших протиправних дій, які мають суспільну небезпеку. Застосовується збройними силами як зброя несмертельної дії, а також у ході занять із захисту особового складу від зброї масового ураження.
Ці хімікати застосовують також у газовій зброї для самооборони: газових балончиках і набоях до газових пістолетів.

## Конвенція про хімічну зброю
В 1993 році була погоджена, та з 1997 року набрала чинності Конвенція про заборону розробки, виробництва, накопичення, застосування хімічної зброї та про її знищення. Вона стала подальшим розвитком Женевського протоколу 1925 року яким країни-учасниці намагались заборонити застосування на війні задушливих, отруйних або інших подібних газів та бактеріологічних засобів.
Конвенція запровадила поняття «засобів боротьби з масовими заворушеннями», які було визначено як «будь-який не включений до списків хімікат, здатний швидко викликати в організмі людини подразнення органів чуття або фізичні
розлади, які зникають через короткий відрізок часу після закінчення дії.»
При чому, Конвенція (стаття 1, пункт 5) забороняє «використання хімічних засобів боротьби з заворушеннями як засобу ведення війни» (зокрема, це стосується і так званих «сльозогінних газів») так само як і решти токсичних хімікатів.
На відміну від перелічених у «Списках» хімікатів Конвенція конкретні зразки засобів боротьби з масовими заворушеннями не наводить. Однак, згідно статті 3, пункт 1, підпункт е) сторони зобов'язані декларувати наявні в них хімікати для боротьби з заворушеннями, при цьому має бути вказано хімічну назву, структурну формулу та реєстраційний номер за «Кемікл абстрактс сервіс» (КАС), якщо такий присвоєно.
В надрукованому в 2018 році дослідженні Наукової ради при Організації із заборони хімічної зброї було складено список з 17 речовин, що задовільняють визначенню засобів боротьби з масовими заворушеннями статті 2, пункту 7 Конвенції:
1. 2-Chloroacetophenone (CN; 532-27-4)
2. 2-Chlorobenzylidenemalononitrile (CS; 2698-41-1)
3. Dibenzo[b, f][1,4]oxazepine (CR; 257-07-8)
4. Oleoresin capsicum (OC; 8023-77-6)
5. 8-Methyl-N-vanillyl-trans-6-nonenamide (capsaicin; 404-86-4)
6. 8-Methyl-N-vanillylnonanamide (dihydrocapsaicin, DHC; 19408-84-5)
7. N-Vanillylnonanamide (pseudocapsaicin, PAVA; 2444-46-4)
8. N-Vanillyl-9-methyldec-7-(E)-enamide (homocapsaicin; 58493-48-4)
9. N-Vanillyl-9-methyldecanamide (homodihydrocapsaicin; 20279-06-5)
10. N-Vanillyl-7-methyloctanamide (nordihydrocapsaicin; 28789-35-7)
11. 4-Nonanolylmorpholine (MPA, МПК; 5299-64-9)
12. 2′-Chloroacetophenone (2142-68-9)
13. 3′-Chloroacetophenone (99-02-05)
14. α-Chlorobenzylidenemalononitrile (18270-61-6)
15. Cis-4-acetylaminodicyclohexylmethane (37794-87-9)
16. N, N′-Bis(isopropyl)ethylenediimine
17. N, N′-Bis(tert-butyl)ethylenediimine

Оскільки Рада приділила особливу увагу мінливості дії отруйних речовин, то три речовини, які раніше були поширеними засобами боротьби з масовими заворушеннями були визнані такими, що не задовільняють вимогам Конвенції через шкідливу побічну дію та високий ризик незворотної шкоди здоров'ю: 4′-chloroacetophenone, 2-bromoethyl acetate, та 10-chloro-5,10-dihydrophenarsazine (адамсит, речовина DM). Також деякі з отруйних речовин часів Першої світової війни були перелічені в Списках хімікатів Конвенції.
Рада встановила, що визнані засобами боротьби з масовими заворушеннями отруйні речовини переважно діють на периферичну нервову систему через іонні канали TRPA1 або TRPV1. При цьому, вплив на систему швидко наступає при потраплянні жертви в зону зараження речовиною, так само і доволі швидко припиняється після виходу з зони зараження чи припинення контакту з речовиною. Станом принаймні на 2016 рік дослідження інгібіторів даних каналів тривало, і жоден з них не був схвалений до використання людиною, тому антидотів для цих отруйних речовин не було.
Натомість, низка інших отруйних речовин з впливом на органи чуття людини завдають ураження центральній нервовій системі, наслідки їхньої дії або не зникають достатньо швидко, або ж незворотні, а поріг летальності доволі легко перевищити (наприклад летальна доза карфентанілу для пересічної людини становить лише 20 мікрограм).

## Способи застосування
На початку 2000-х поширеними активними речовинами у рецептурах «сльозогінних газів» були отруйні речовини подразнювальної дії: CR — дибензоксазепін, CS — 2-хлоробензальмалонодинітрил, CN — хлороацетофенон, OC (суміш капсаїцину та похідних), тощо.
Попри поширену назву «газ» агрегатний стан за нормальних умов активної речовини більшості з них твердий або рідкий. Для перетворення на аерозоль ці речовини розчиняють у розчинниках та розпилюють з аерозольних балончиків, розпорошують як готовий дрібний порох (для CS розмір частинок коливається в діапазоні від 3 до 10 μм) чи випаровують в піротехнічних гранатах.
За способом застосування, способом зберігання і способом доставки до цілі, сльозогінні гази можуть міститися в таких промислових контейнерах:
- аерозольні балони
- Ручні гранати
- Газові шашки
- Контейнери в набоях для відстрілу зі спеціальних карабінів і сигнальних пістолетів
- Ранцеві контейнери аерозольного розпилення (в даний час у більшості країн практично не використовується)

### Промислове найменування
У СРСР і Росії на озброєнні правоохоронних органів перебували такі СГ як «Черемуха» і «Сирень». В Україні використовують спецзасоби «Терен».

## Дія

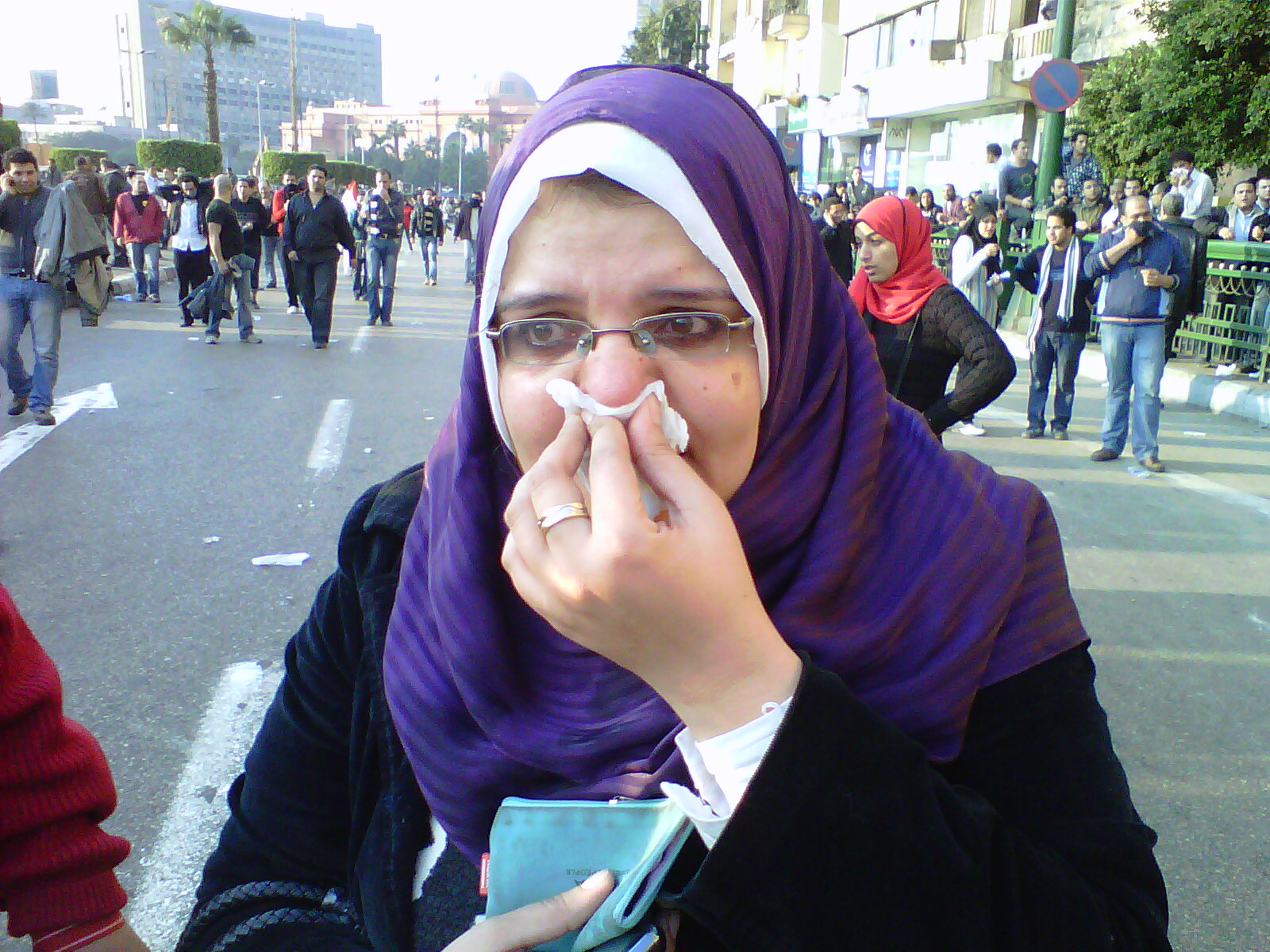
Жінка під впливом сльозогінного газу, під час Революції в Єгипті 2011 року

Сльозогінний газ викликає відчуття печіння і подразнення в ураженій ділянці, що наступає впродовж секунд. Фізіологічні ефекти залежать від кількості подразнювальної речовини, тривалості її дії і того, на яку саме ділянку тіла вона потрапила (очі, рот, ніс, шкіра), і можуть продовжуватись близько 30—60 хв і довше після того, як особа покине джерело ураження і очиститься від залишків іританту.
Відразу ж після ураження в осіб проявляється усі або деякі із таких симптомів: печіння і почервоніння очей, носа, рота, шкіри, висип, набряк слизових оболонок, рясне сльозо- і слиновиділення, виділення слизу із носа, розмитий зір, мимовільне закривання очей і кліпання, важкість ковтання і дихання, кашель, хрипіння, задишка, дезорієнтація і розгубленість, що може призвести до паніки, сильний гнів, інколи нудота і блювання.
Хоча дія сльозогінного газу зазвичай не призводить до незворотних наслідків, в окремих випадках при тривалій дії (більше години) у великій концентрації вона може стати причиною сліпоти, виникнення глаукоми, а також важких опіків горла і легенів, що зрештою може призвести до смерті. Смертельні випадки можливі тільки при концентраціях іританту в сотні разів вищих, ніж ті, які зазвичай використовують під час розгону натовпу. З іншого боку, небезпечними для здоров'я і життя людей можуть бути контейнери, призначення для доставки і розпилення сльозогінного газу. Багато з них сильно нагріваються і викликати важкі опіки під час прямого контакту. Внаслідок вистрілів із близької відстані такі контейнери також можуть травмувати людей, інколи смертельно. Такий випадок трапився зокрема у 2011 році із німецько-французьким журналістом Лукасом Долегою, який висвітлював події революції у Тунісі.
Особливо чутливими до дії сльозогінного газу є особи із захворюваннями дихальної системи, такими як астма, діти і люди похилого віку.
Тварини загалом менш вразливі до сльозогінного газу, за винятком випадків використання перцевого спрею. Тому поліція може використовувати в операціях собак чи коней.

## Захист

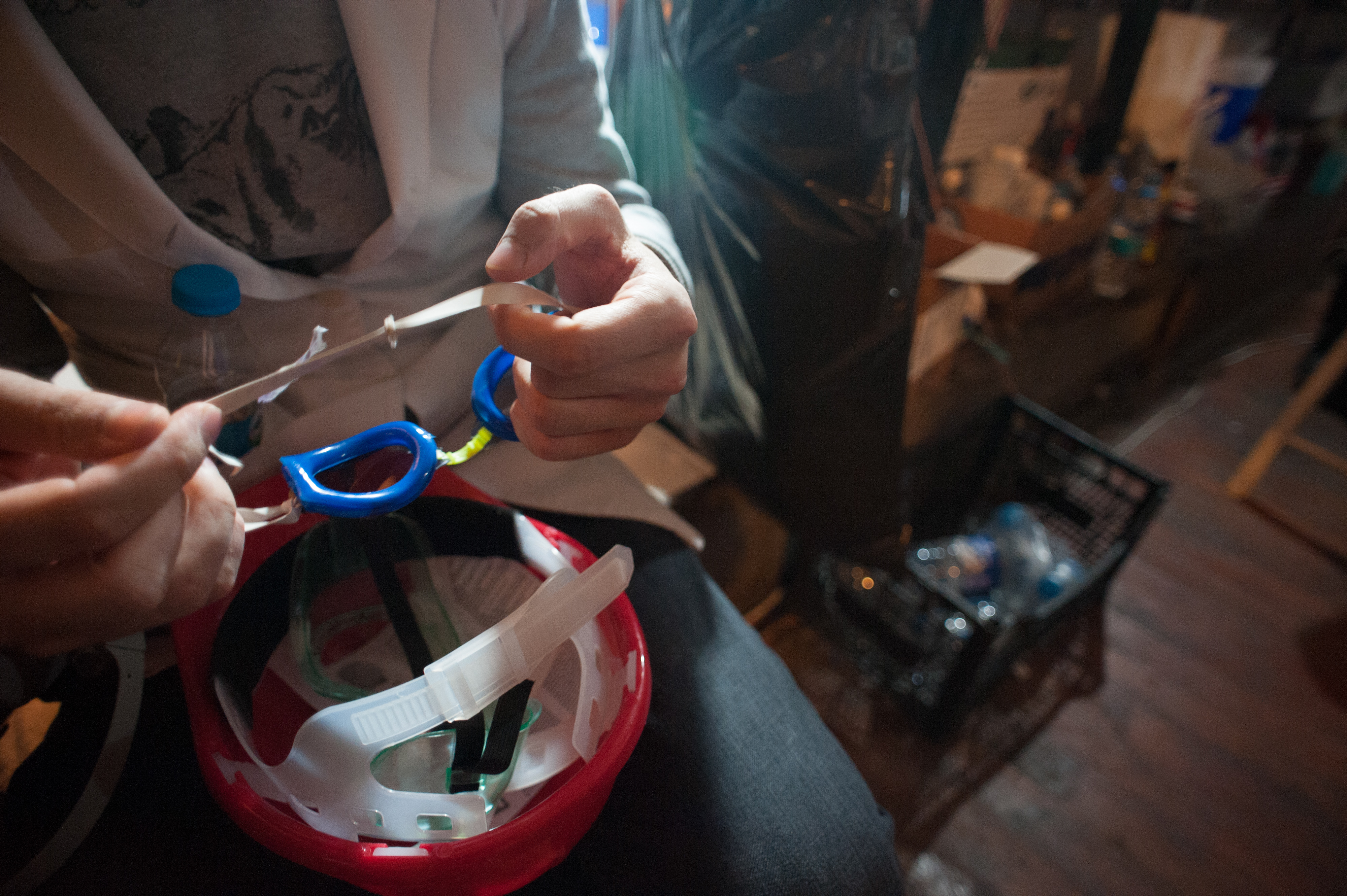
Окуляри для плавання можна використати як захист від сльозогінного газу

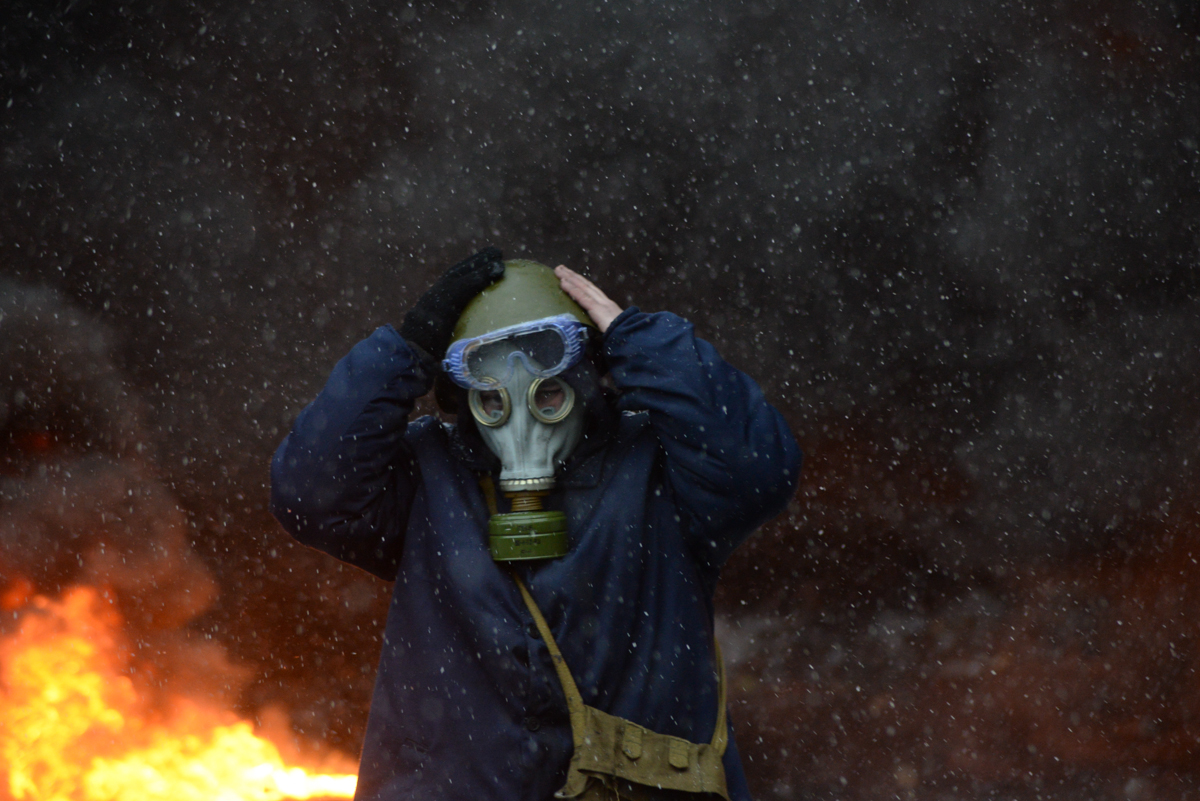
Протестувальник у протигазі під час штурму на вулиці Грушевського у Києві 2014 року

Найефективнішим засобом захисту очей і дихальних шляхів від дії сльозогінного газу є протигаз. Якщо його використати неможливо, використовують респіратори для будівельників, у крайньому разі — маски від пилюки, у поєднанні з окулярами, що щільно прилягають до шкіри, наприклад окулярами для хімічного захисту або для плавання. Особи, що можуть зазнати дії сльозогінного газу, не повинні носити контактних лінз. Якщо подразнювальні речовини все ж потрапили на них, такі лінзи не придатні для подальшого використання. Також від прямого контакту із іритантами слід захистити шкіру. Креми, засоби проти засмаги і косметика на основі жирів добре вбирають часточки аерозолю, тому не рекомендується користуватись такими засобами, в умовах, коли може бути застосований сльозогінний газ.
Серед протестувальників різних країн поширена практика використання бандан або інших шматків тканини, змочених у кислотному розчині, для захисту носа і рота. Наприклад, у 1980-их під час Громадянської війни в Сальвадорі партизани застосовували лимонний сік, учасники Єгипетської революції 2011 року — колу (pH близько 2,5), в інших випадках також використовувався яблучний оцет. Механізм дії такого захисту полягає у тому, що «сльозогінний газ», насправді не є газом, а аерозолем твердих важкорозчинних у воді частинок, тому мокра шамтинка може запобігати потраплянню цих частинок в органи дихання. Припускається, що через хімічні властивості подразнювальних речовин, кислотний розчин є більш ефективним, проте наукові дослідження, що підтверджували би дієвість таких заходів, не проводились. Деякі експерти стверджують, що кислі розчини не можуть допомогти захиститись від сльозогінного газу, а використання шматків тканини, просякнутих невеликою кількістю води, для прикривання рота і носа відразу після перебування у зоні дії іритантів, може навпаки реактивувати кристали і продовжити тривалість фізіологічних ефектів.

## Дії при ураженні
Найпоширеніший шлях дії сльозогінного газу — через органи дихання. Особам, що потрапили у місце розпилення іритантів, для захисту слід швидко вийти на свіже повітря, можна піднятись на підвищення, оскільки часточки аерозолю важчі за повітря і осідають близько до землі. Якщо часточки подразнювальних речовин потрапили на шкіру й одяг, рекомендується при першій нагоді роздягнутись і ретельно вимити тіло з милом, спершу в холодному, потім теплому душі. За можливості, одяг, що знімається через голову, краще розрізати. Рекомендується також зняти і вимити інші предмети: окуляри, годинники, прикраси, тощо. Після цього їх можна повторно використовувати, як і випраний кілька разів одяг.

### Перша допомога
Перша допомога при ураженні сльозогінним газом полягає у промиванні очей великою кількістю води або стерильного фізрозчину до послаблення пекучого відчуття (близько 10 хвилин). Деякі лікарі перед промиванням продувають обличчя і очі пацієнтів для випаровування залишків подразнювача. Подразнені ділянки шкіри обробляють великою кількістю води із милом. Для усунення проблем із диханням пацієнтам можуть запропонувати кисневі маски, а також препарати проти астми.

## Небойове застосування

### Менш летальний засіб
Попри те, що спецзасоби на основі сльозогінних хімікатів зазвичай відносять до зброї нелетальної дії, їхнє використання на практиці пов'язане з непоодинокими летальними випадками.
Серед можливих причин займання смертельної пожежі під час під час штурму маєтку сектантів у Маунт-Кармел у 1993 році (Вако, США) називали застосовану ФБР піротехнічну гранату з речовиною CS.
Зокрема, 1 лютого 2015 року в Каїрі перед футбольним матчем на вході до стадіону утворилась тиснява. Запущені поліцейськими у натовп кілька сльозогінних гранат спровокували паніку, почалась паніка, тиснява місцями перетворилась на криваве місиво у якому загинуло щонайменше 22 вболівальників.
Під час розгону масових заворушень в жовтні 2019 року в Іраку мали місце численні смертельні випадки внаслідок ураження протестувальників уламками від світлошумових гранат та ударів сльозогінними гранатами у незахищені частини тіла та голову.

### Революція гідності

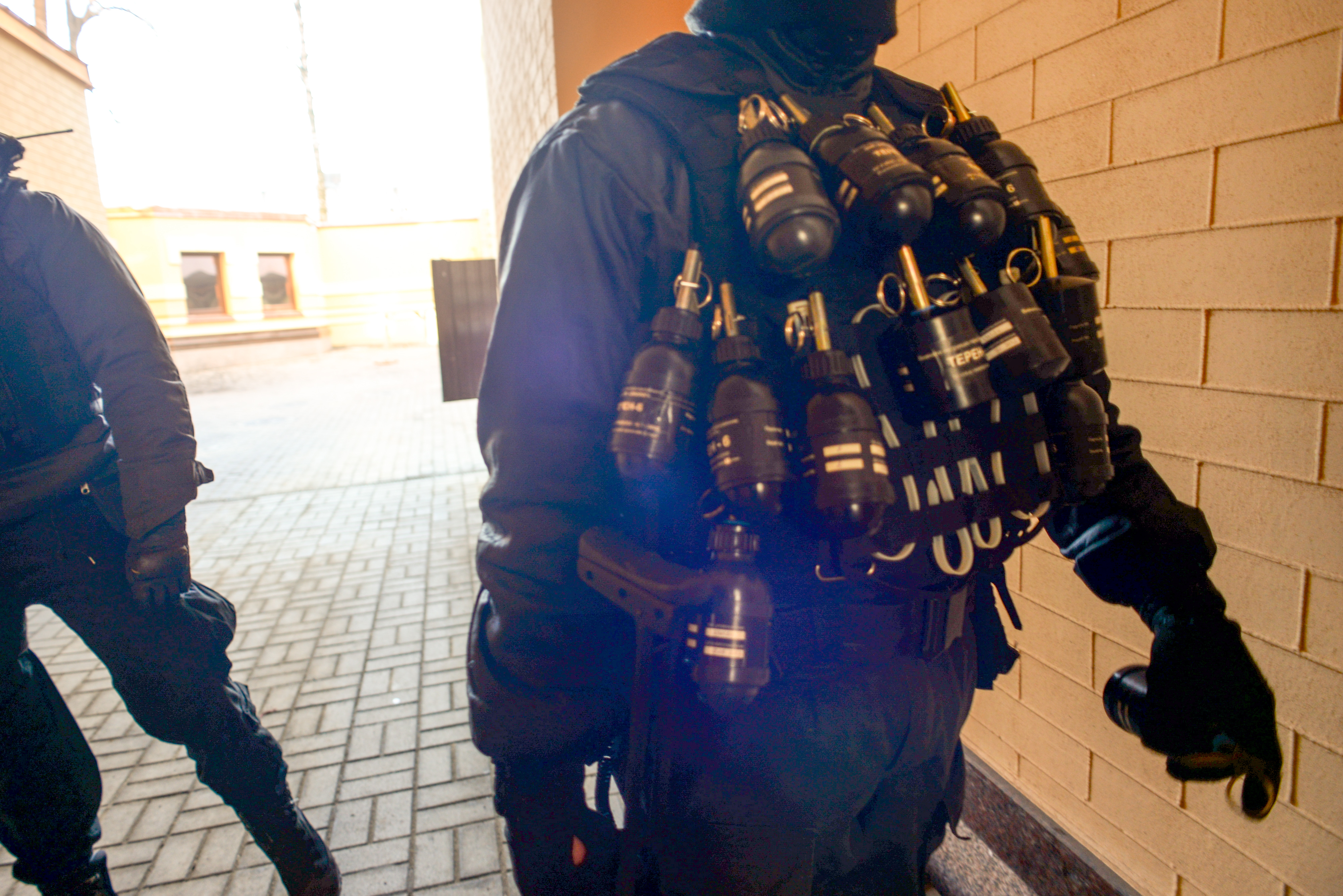
Військовий Внутрішніх військ зі світлошумовими (Терен-7) та сльозогінними (Терен-6) гранатами та рушницею Форт-500А, 18 лютого 2014 року

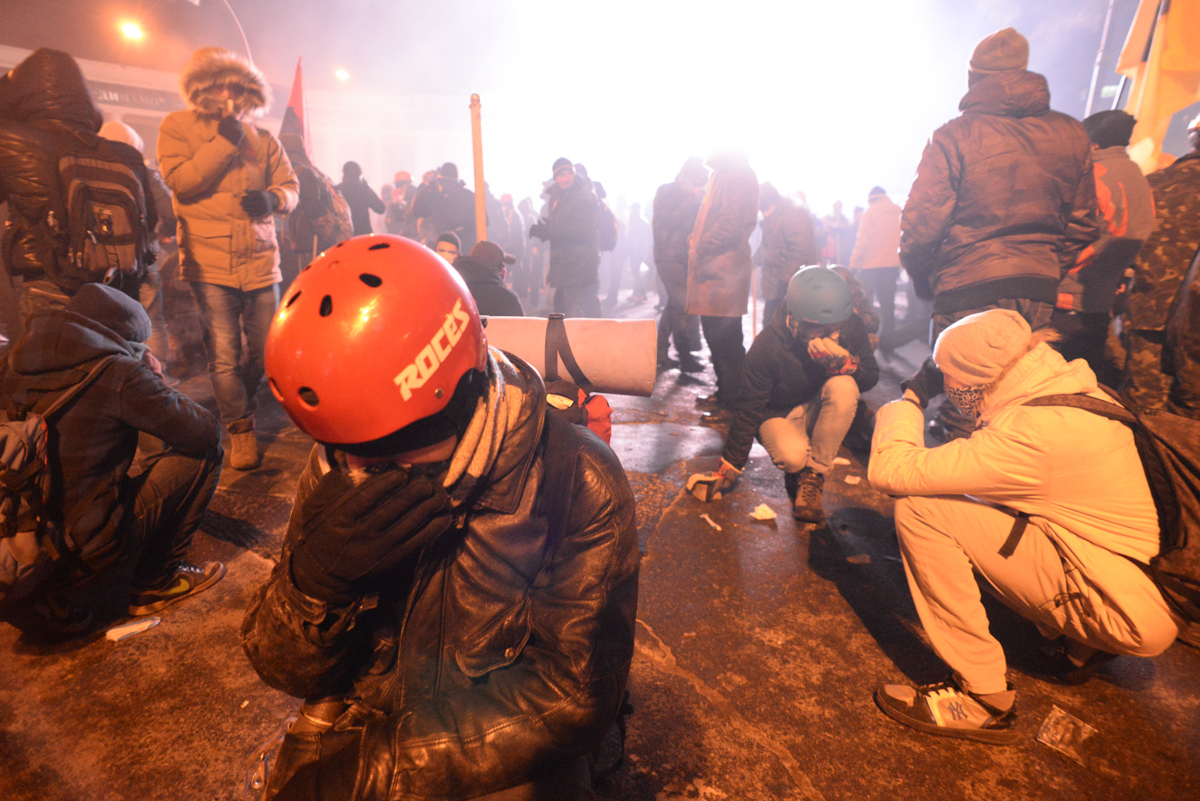
Протестувальники потрапили в хмару сльозогінної речовини, вул. Динамівська 19 січня 2014 року

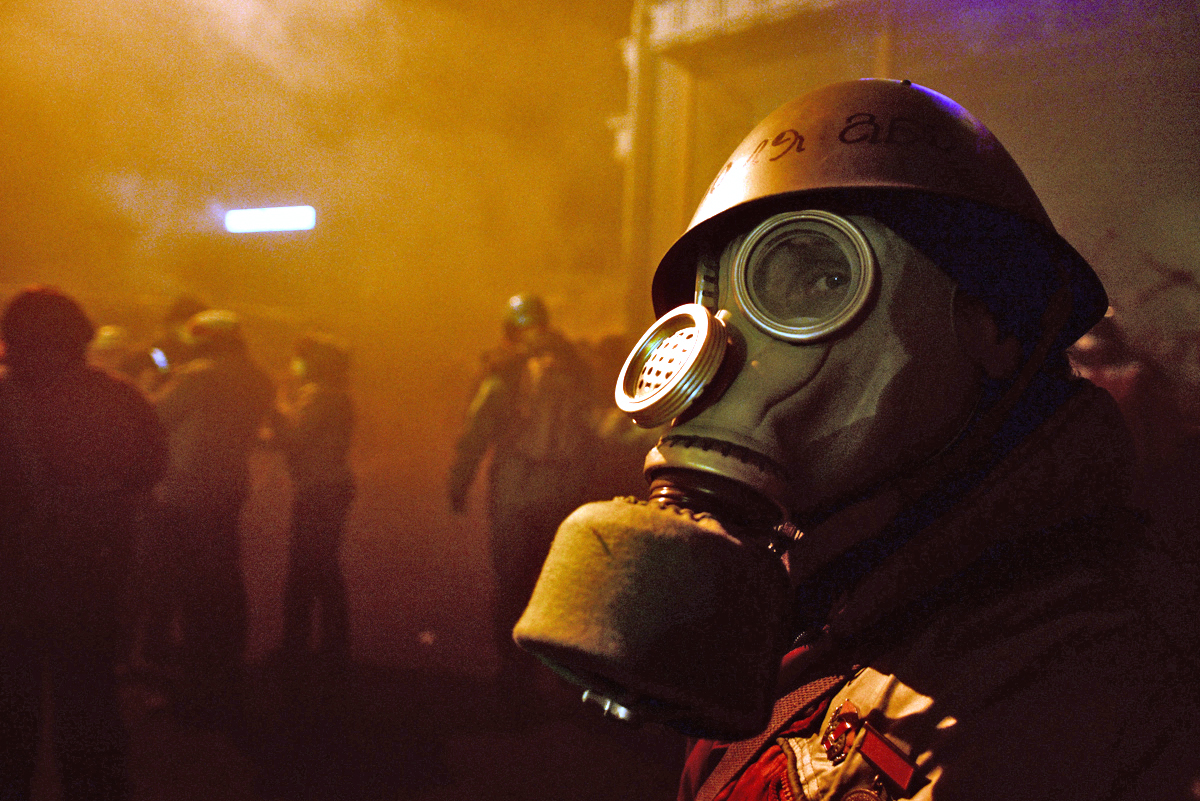
Протигази набули поширення серед протестувальників, 20 січня 2014 року

Правила застосування спеціальних засобів при охороні громадського порядку в Україні були затверджені іще наприкінці радянської окупації постановою Ради Міністрів Української РСР від 27 лютого 1991 р. № 49. Цими правилами, зокрема, була заборонена прицільна стрільба засобами зі сльозогінними речовинами по правопорушниках, розкидання і відстрілювання гранат у натовп, повторне застосування їх у межах зони ураження в період дії цих речовин.
До використання правоохоронними органами були дозволені ручні газові гранати, а також патрони з газовими гранатами («Черемуха-1», «Черемуха-4», «Черемуха-5», «Черемуха-6», «Черемуха-7», «Черемуха-10», «Черемуха-12» на основі речовини CN, а також «Сирень-1», «Сирень-2», «Сирень-З» на основі речовини CS); балончики, патрони, гранати та інші спецзасоби з препаратами сльозогінної та дратівної дії на основі природних капсаїциноїдів, морфоліду пералгонової кислоти (МПК), ортохлорбензальмалононітрилу (CS) і речовини Алгоген. Як засіб забезпечення спеціальних операцій допущено ранцеві апарати «Облако».
Майже від початку масових протестів іще в порівняно «мирну» фазу міліція активно застосовувала сльозогінні засоби проти протестувальників. Так, 24 листопада 2013 року під будівлею Кабінету міністрів на вулиці Грушевського стались сутички, під час яких міліція застосувала сльозогінний «газ».
В сутичках під Адміністрацією Президента 1 грудня 2013 року сльозогінні засоби були використані як з боку протестувальників — прибічниками Дмитра Корчинського, так і правоохоронцями.
Застосування спеціальних світлошумових та дратівливих засобів було на стільки інтенсивним, що в січні 2014 року з росії до України літаками були доставлені тисячі гранат різних типів (світлошумові, дратівливої дії — РГР, «Дрофа», «Дрейф», дратівливі посиленої дії, комбіновані). Ці спецзасоби (але не гранати РГР) постановою Кабміну № 13 від 22 січня 2014 року були прийняті на озброєння МВС України. Надалі, цими гранатами бійці підрозділу «Беркут», Внутрішніх військ, інших підрозділів МВС закидали мітингувальників. При цьому, до світлошумових гранат бійці «Беркуту» стали кріпити цвяхи-болти-гайки, що значно збільшило їхню силу ураження.
Зокрема, тогочасний уряд Миколи Азарова намагався в такий спосіб легалізувати гранати комбінованої дії «Дрейф-2», світлошумової дії «Заря-2», «Факел-С», «Пламя-М».
В серпні 2022 року, вже під час повномасштабного російського вторгнення, слідчі Державного бюро розслідувань за процесуального керівництва Офісу Генпрокурора завершили досудове розслідування щодо колишнього глави МВС Віталія Захарченка, а також його заступника та начальника Департаменту матеріального забезпечення Павла Зінова з приводу завезення несертифікованих в Україні гранат та їхнього використання проти протестувальників.

## Бойове застосування
Людство застосовувало отруйні речовини, в тому числі — подразнювальної дії, з давніх давен. Так, Полібій оповів про римського воєначальника Марк Фульвій Нобіліор, котрий застосував їх на війні проти Амбракійців в другому столітті до нашої ери. Плутарх описує іншого римського генерала, Квінта Серторія, який використав хмари дрібнодисперсного пилу проти варварів у Іспанії, що переховувались в печерах. Візантійський імператор Лев VI Мудрий у трактаті «Тактика» також згадує застосування отруйних речовин подразнювальної дії на війні. У праці нім. Feuerwerkbuch 1420 року також перелічені поради з застосування отруйних речовин подразнювальної дії проти ворожих саперів.
Проте, застосування хімічних засобів боротьби зі заворушеннями (зокрема, речовин подразнювальної дії) «як засіб ведення війни» заборонено Конвенцією про хімічну зброю (стаття 1, пункт 5) та Женевським протоколом 1925 року.

### Перша світова війна
Початок сучасного застосування подразнювальних отруйних речовин припадає на 1910—1914 роки, коли Французька поліція вдалася до використання етилбромацетату проти злочинців (зокрема, у перестрілці з бандою Бонно у Шуазі-ле-Руа). Деякі з цих полісменів опинившись на полях битви Першої світової війни стали застосовувати відомі їм хімічні боєприпаси проти німців з певною долею успіху. При чому їхнє застосування майже на рік випереджає 22 квітня 1915, коли під Іпром німці застосували хлор.
Начебто французький поліцейський (або група поліцейських) повертаючись з відпустки прихопили з собою відомі їм газові боєприпаси. Так стався перший випадок застосування отруйних речовин. Британські військові звернулись по допомогу до науковців Імперського коледжу в Лондоні, й ті запропонували етил йодацетат. Проте, було вирішено відмовитись від нього через острах дій у відповідь.
Натомість, німці використали близько 3 тисяч снарядів Ni-Schrapnell у битві при Нев-Шапель 27 жовтня 2014 року начебто у відповідь на використання французами етилбромацетату. А 31 січня 1915 року німці невдало застосували снаряди з речовиною T-Stoff проти росіян.
На основі першого досвіду застосування отруйних речовин подразнювальної дії німецьке командування дійшло висновку, що для досягнення бажаного ефекту їх слід застосовувати концентровано й на великих ділянках місцевості.
Згодом застосування хімічних засобів боротьби з заворушеннями (зокрема, речовин подразнювальної дії) «як засіб ведення війни» було заборонено Женевським протоколом 1925 року та Конвенцією про хімічну зброю (стаття 1, пункт 5) 1993 року.

### Японсько-китайська війна (1937—1945)
Інтерес до хімічної зброї в Японії з'явився після повідомлень про застосування отруйних речовин під Іпром. У вересні 1917 року була створена лабораторія для вивчення, розробки хімічної зброї, засобів захисту (протигазів), тощо. Крім того, Японія не ратифікувала Женевський протокол 1925 року.
Японія вдалась до застосування отруйних речовин майже від самого початку Японсько-китайської війни — вже 18 липня 1937 року з'явились перші повідомлення, й відтоді застосування нелетальних і летальних отруйних речовин ставало лише частішим.
Однак, на відміну від війни в Китаї, на Тихоокеанському театрі бойових дій Японія утрималась від використання будь-яких отруйних речовин (окрім декількох окремих випадків) проти Сполучених Штатів через острах застосування хімічної зброї у відповідь — основним чинником стримування японського командування був острах перед промисловим потенціалом Сполучених Штатів з виробництва хімічної зброї.

### Війна у В'єтнамі

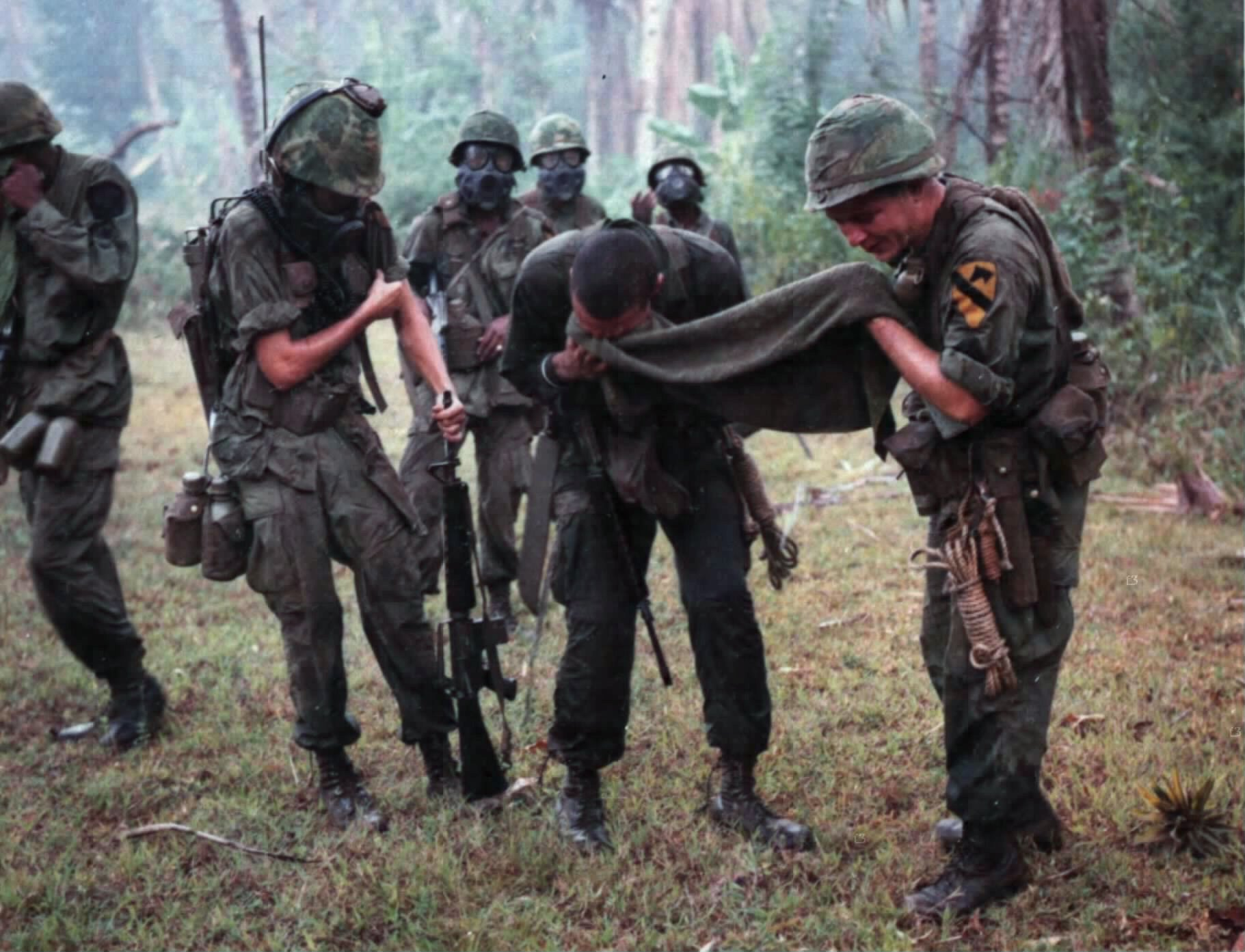
Пара американських військових опинилась в зоні дії речовини CS без засобів індивідуального захисту, операція «Першинг», липень 1967

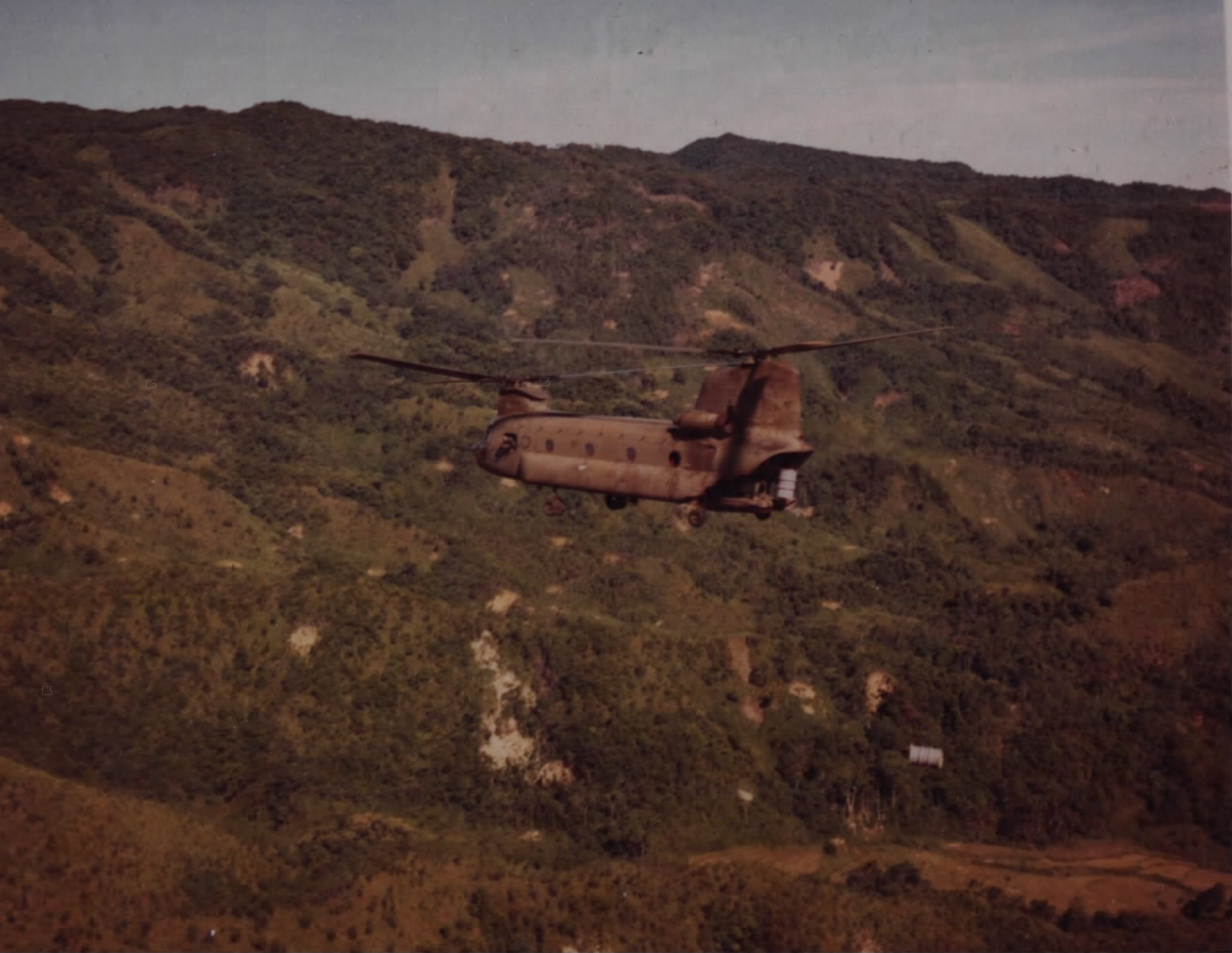
Скидання з американського CH-47 Chinook бочок ємністю 55 галонів з речовиною CS на позиції Вієтконгу, операція «Першинг», липень 1967

Тривалий час офіційна позиція уряду США полягала в тому, що Женевський протокол 1925 року не накладає обмежень на використання сльозогінних речовин у бойових діях через тимчасовість та швидку мінливість впливу цих речовин та їхню нелетальність. В американських настановах 1971 року було прямо вказано про застосування сльозогінних засобів проти супротивника в укриттях. Сполучені Штати ратифікували Женевський протокол 22 січня 1975 року.
Військові підрозділи Південного В'єтнаму почали отримувати від Сполучених Штатів засоби на основі речовин CS, CN з середини 1962 року та DM з 1964 року. Відтоді сталось кілька випадків їх використання для боротьби з масовими заворушеннями, хоча в перших випадках могли бути використані французькі запаси сльозогінних гранат.
Перший випадок застосування отруйних речовин подразнювальної дії американськими військовими стався 23 грудня 1964 року, хоча й солдати противника тоді не мали контакту з розкиданими з повітря сльозогінними гранатами.
В березні 1965 року повідомлення журналіста Пітера Арнетта зі служби Associated Press про застосування Південним В'єтнамом сльозогінних гранат спричинили гучний скандал.
Схилити суспільну думку на бік використання хімічних засобів вдалось у вересні 1965 року, коли підрозділ морських піхотинців успішно застосував речовину CS аби примусити бійців В'єтконгу звільнити підземний комплекс разом з близько 400 цивільними. Цей випадок спонукав Об'єднаний комітет начальників штабів 3 листопада 1965 року надати дозвіл застосування речовин CS та CN. Відтоді американські військові застосовували речовину CS для зачистки підземних комплексів та фортифікацій, патрулями для відриву від переслідування, її розпилювали, аби завадити противнику доступ до певних ділянок місцевості. Сльозогінні аерозолі встановлювали під час артилерійської підготовки або перед бомбовими ударами, для підготовки посадкових майданчиків вертольотів, тощо.

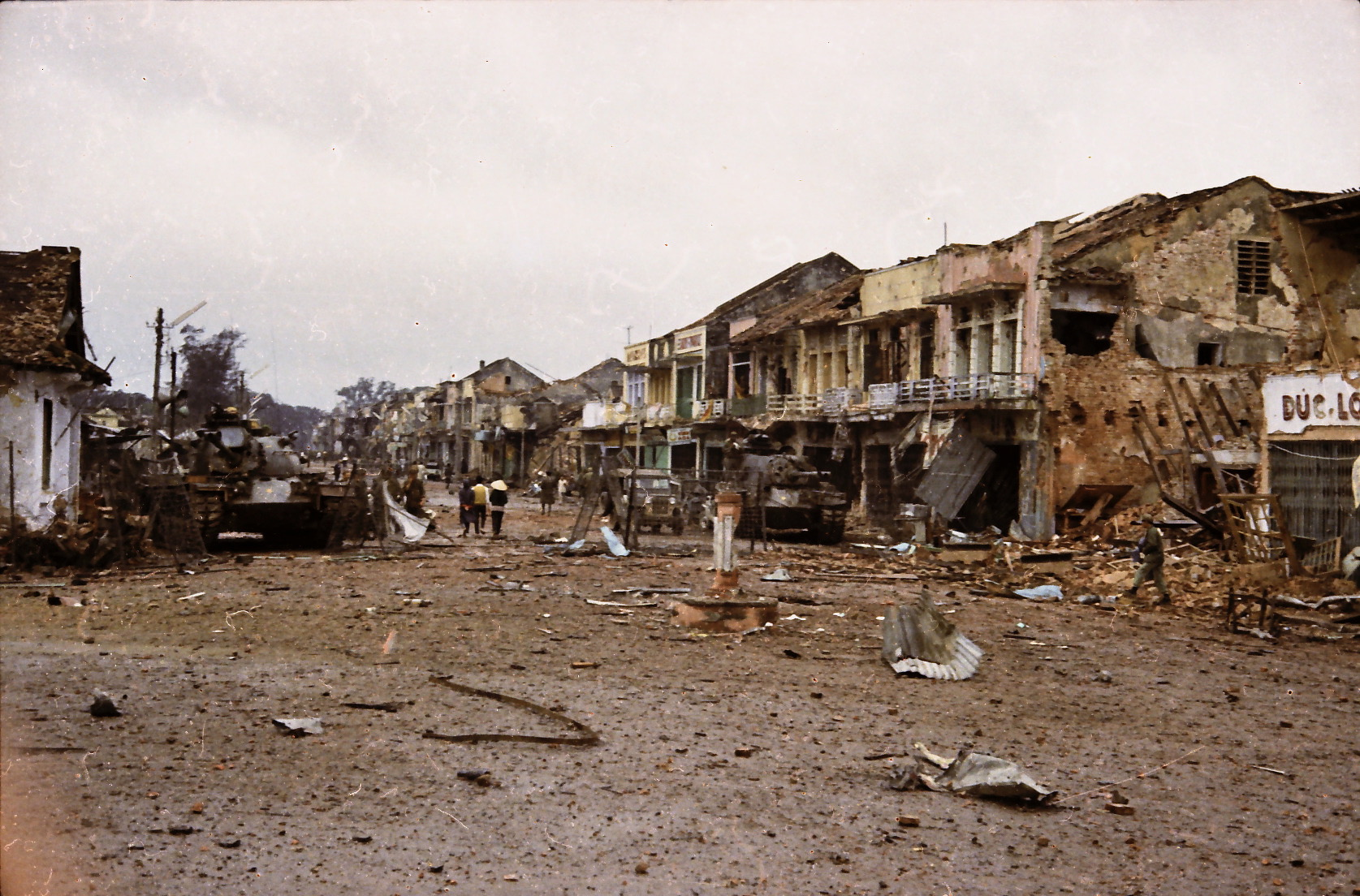
Попри спробу вберегти місто під час боїв застосуванням хімічних боєприпасів Хює зазнало значних руйнувань

Сльозогінні гази стали в нагоді й під час Тетського наступу для бойових дій в міських умовах: американські військові інтенсивно користувались ними аби примусити живу силу противника покинути свої укриття в забудові й потрапити під обстріл звичайної вогнепальної зброї.
Надто у битві за Хює сльозогінні боєприпаси відіграли важливу роль. Дане місто — стародавня фортеця була підсилена підземними бункерами японцями в часи Другої світової війни. Ситуацію погіршувала наявність значної кількості цивільних в місті. Американські морпіхи застосовували низку різноманітних засобів, аж до скидання хімічних авіабомб з літаків F-4 Phantom II. В боях за цитадель ефективність показали хімічні міни для міномету M2 — вони без проблем пробивали дах будинків й розпорошували речовину з середини, заповнюючи весь внутрішній об'єм.
З огляду на використання Сполученими Штатами дефоліантів та інших отруйних речовин у В'єтнамі 5 грудня 1966 року була ухвалена Резолюція Генеральної Асамблеї ООН 2162 B (XXI) якої всі країни були закликані суворо дотримуватись «принципів та норм» Женевського протоколу 1925 року незалежно від його ратифікації. Оригінальний текст резолюції був поданий Угорщиною та включав засудження американської практики використання хімікатів у В'єтнамі як порушення міжнародного права.
Під тиском зовнішніх та внутрішніх обставин Сполучені Штати ратифікували Женевський протокол 1925 року в 1975 році за умови, що він стосуватиметься лише смертельних отруйних речовин та інкапаситантів, але не подразнювальної дії. Нарешті, 8 квітня 1975 року Президент Джеральд Форд видав указ 11850 яким було заборонене перше застосування речовин подразнювальної дії в бойових умовах за певними винятками. Перше застосування або застосування у відповідь можливе лише з дозволу Президента.
Американські військові мали на озброєнні хімічні гранати M7A2 та M25A2, боєприпаси XM-630 для мінометів M2, хімічні авіабомби BLU-52 A/B. Також вони застосовували імпровізовані вибухові пристрої для розпорошення отруйної речовини, скидали бочки з отруйною речовиною з вертольотів CH-47, тощо. При зачистці підземних тунелів отруйну речовину нагнітали під землю з господарських розпорошувачів гербіцидів «Mity Mite» (офіційно — M106). Якщо тунелі мали складну будову та повітряні шлюзи, то в них могли підривати ящики з порошком CS1 або CS2, які зберігають ефективність протягом тижнів чи навіть місяців.
Оскільки під дією високих температур або ж при згорянні (наприклад, в суміші з напалмом) речовина CS розкладається і серед продуктів її розкладу наявна певна кількість сильно токсичної синильної кислоти (також відомої як бойова отруйна речовина загальноотрутної дії AC), серед американських військових існувала практика застосування хімічних авіабомб BLU-52 A/B разом з напалмовими.
«Тунельні щури» мали звичайні протигази, які захищали їх від CS та диму від димових гранат, але не давали жодного захисту від чадного газу чи браку кисню в погано провітрюваних тісних тунелях.
Оскільки порошок за рецептурою CS2 зберігає ефективність доволі тривалий час (до двох місяців за певних умов), рясне розпилення з вертольотів перетворювало його на засіб заборони доступу, часто його жертвами ставали цивільні, домогосподарства, худоба, навіть риба в річках.
Використання CS було на стільки інтенсивним, що протягом 1964—1969 фіскальних років Армія США закупила понад 6 тисяч тон цієї речовини.

### Російсько-чеченський конфлікт
Російські військові використовували сльозогінні боєприпаси під час Першої та Другої російсько-чеченських воєн як засіб ведення війни та як додатковий інструмент тортур в'язнів у фільтраційних таборах.
Також були використані димові боєприпаси на основі білого фосфору як хімічні боєприпаси задушливої дії, оскільки дим від його згоряння високотоксичний і в замкненому просторі має властивості отруйної речовини задушливої дії.
Принаймні один випадок використання сльозогінних боєприпасів під час битви за Грозний в 2000 році був згаданий в Європейському суді з прав людини у справі «Гончарук проти Росії».
Активістами правозахисного центру «Меморіал» було зафіксовано свідчення застосування невстановленої отруйної речовини нервово-паралітичної дії в липні 2000 року в районі села Старі Атаги.

### Російсько-українська війна

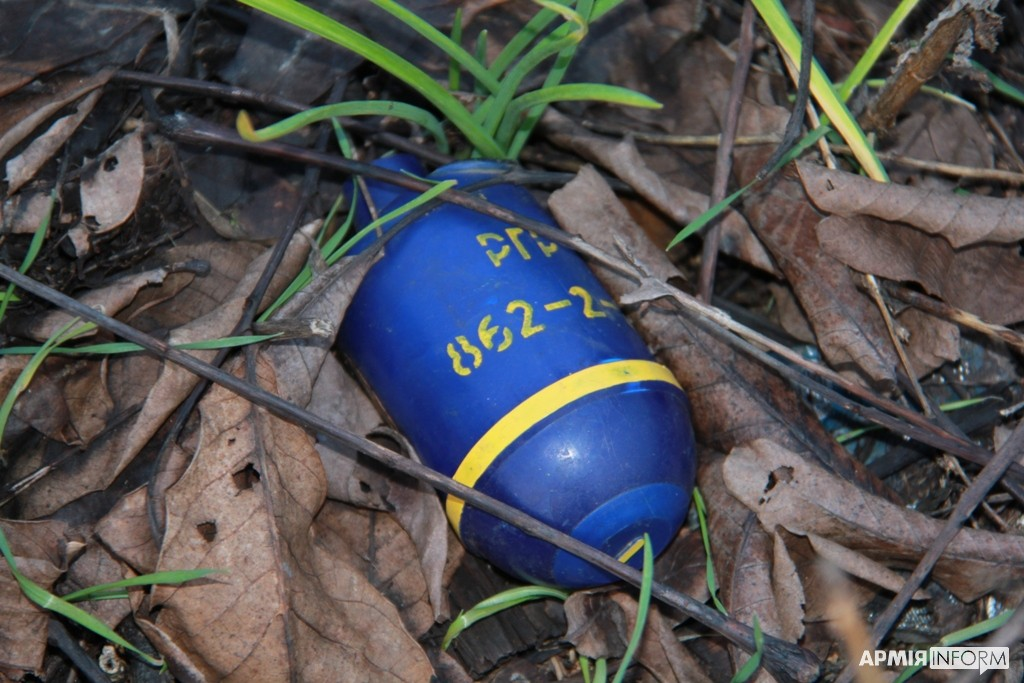
Знайдена в серпні 2022 року під Сулигівкою (Харківська область) ручна аерозольна граната РГР «Рулет-ВВ»

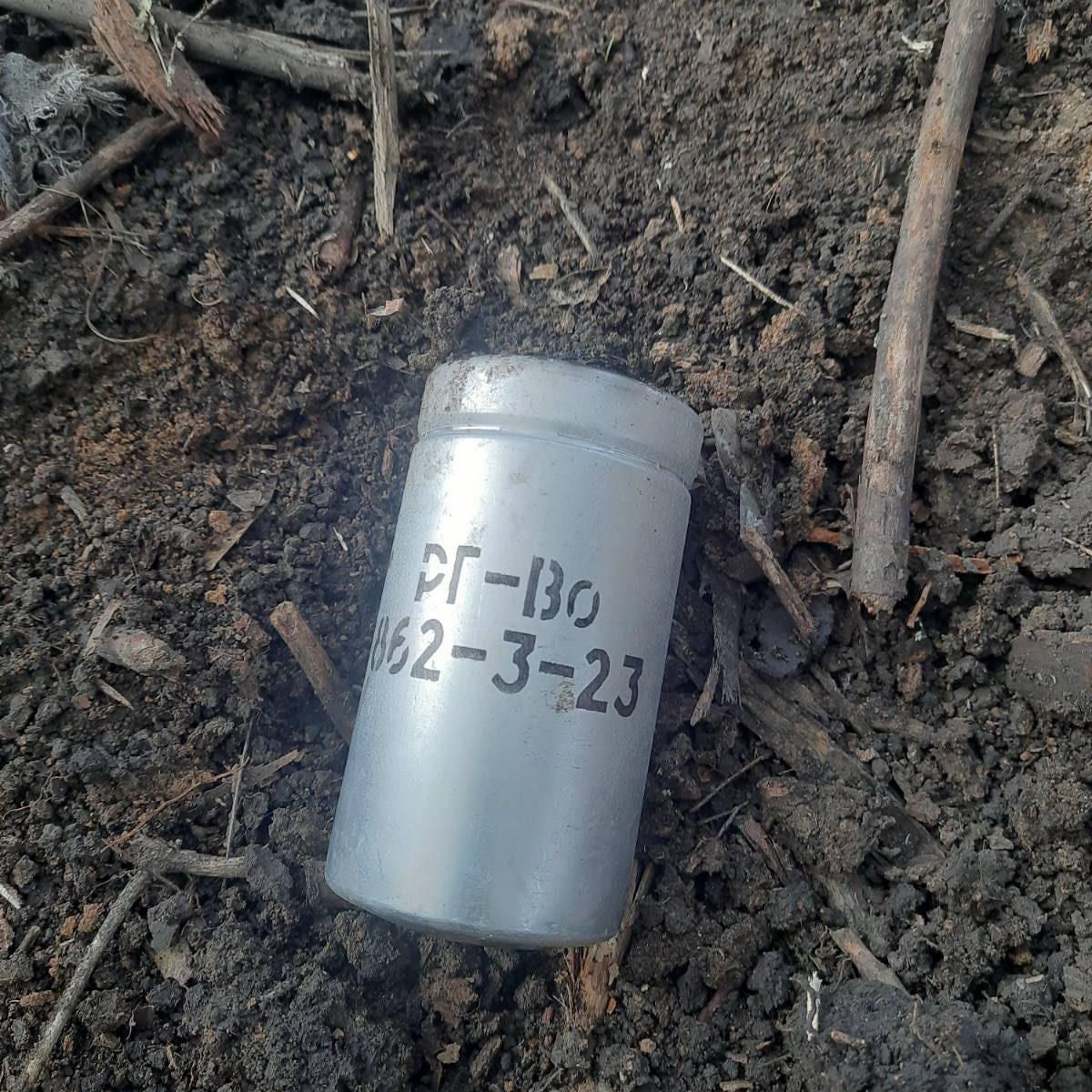
Виявлена 14 грудня 2023 року нова російська аерозольна граната РГ-Во з отруйною речовиною CN

Російські бойовики вдались до застосування хімічних гранат К-51 (речовина CS) під час боїв за термінали Донецького аеропорту в 2015 році. Тоді було неодноразово помічено застосування сльозогінної отруйної речовини проти українських захисників.
Про застосування таких гранат неодноразово повідомляли українські військові під час повномасштабного вторгнення з лютого 2022 року. Зокрема, про застосування проти них отруйних речовин задушливої та подразнювальної дії українські військові повідомляли під час боїв за Маріуполь та за Бахмут.
9 грудня 2022 року під час засідання Постійної ради ОБСЄ у Відні Європейський Союз навіть засудив застосування гранат із сльозогінним газом російськими військовими.
В другій половині грудня 2023 року 810-та бригада морської піхоти Чорноморського флоту Росії відкрито підтвердила застосування нею хімічних гранат К-51 в бойових діях на лівому березі Дніпра — оприлюднили публікацію та відео «скидання гранат К-51 з безпілотників» на українські позиції.
Станом на першу половину січня 2024 року український Генеральний штаб зафіксував 626 фактів застосування російськими загарбниками боєприпасів з отруйними хімічними речовинами. При цьому, такі випадки стають лише частішими. Станом на середину січня відбувалось близько 10 таких випадків застосування хімічних боєприпасів щодня. Протягом січня 2024 року Сили Оборони України зафіксували 229 випадків, а протягом лютого — 250 випадків застосування російськими загарбниками отруйних речовин подразнювальної дії, із них — 244 випадки застосування аерозольних гранат. Таким чином, загальна кількість зафіксованих випадків сягнула 1068. Протягом березня 2024 року вже було зафіксовано 371 випадок застосування хімічних боєприпасів, а загальна кількість сягнула 1412 від лютого 2023 року.
За даними українського Генерального штабу, що найчастіше російські загарбники використовують гранати, такі як К-51, РГР, які скидає з БПЛА. Також застосовуються і саморобні вибухові пристрої, споряджені речовинами подразнювальної дії. А також здійснюються артилерійські обстріли снарядами із вмістом хімічно небезпечних речовин. В грудні 2023 року зафіксовано застосування нових аерозольних гранат виробництва 2023 року РГ-Во з отруйною речовиною подразнювальної дії CN.
Зазвичай, скидами аерозольних гранат росіяни намагаються примусити українських військових покинути бліндажі після чого на них скидають або звичайні уламкові гранати, або ж обстрілюють іншими боєприпасами.